# 6441 Milenajesenská
6441 Milenajesenská eller 1988 RR2 är en asteroid i huvudbältet som upptäcktes den 9 september 1988 av den tjeckiske astronomen Antonín Mrkos vid Kleť-observatoriet i Tjeckien. Den är uppkallad efter den tjeckiska författaren Milena Jesenská.
Asteroiden har en diameter på ungefär 4 kilometer och den tillhör asteroidgruppen Nysa.